# Krucifix (Staré Ždánice, křižovatka)
Pískovcový pilíř s kovovým krucifixem se nalézá v obci Staré Ždánice v okrese Pardubice na křižovatce místních komunikací vedoucích do vesnic Podůlšany a Krásnice. Kříž byl vystavěn v roce 1884 a to na místě, kde dříve několik desetiletí stál kříž dřevěný. Byl vytvořen na náklady obce pro obyvatele Ždánic a v roce 2018 byl nákladem obce renovován.

## Popis
Pískovcový pilíř s kovovým krucifixem se nalézá od roku 1884 na křižovatce u plotu Mlynářské vily ve Starých Ždánicích.
Pískovcový pilíř zakončený nahoře profilováním stojí v chodníku na dvou pískovcových schodech. Na čelní straně pilíře je vyhlouben ozdobný obdélníkový rámeček, ve kterém byl původně umístěn nápis, ze kterého se do současnosti dochovala pouze dvě slova - Ježíš Kristus. Podobné rámečky jsou vyhloubeny i na bočních stranách pilíře.
Do pilíře je upevněn litinový kříž se zlaceným drobným korpusem Krista s nápisem INRI nad hlavou.

## Galerie

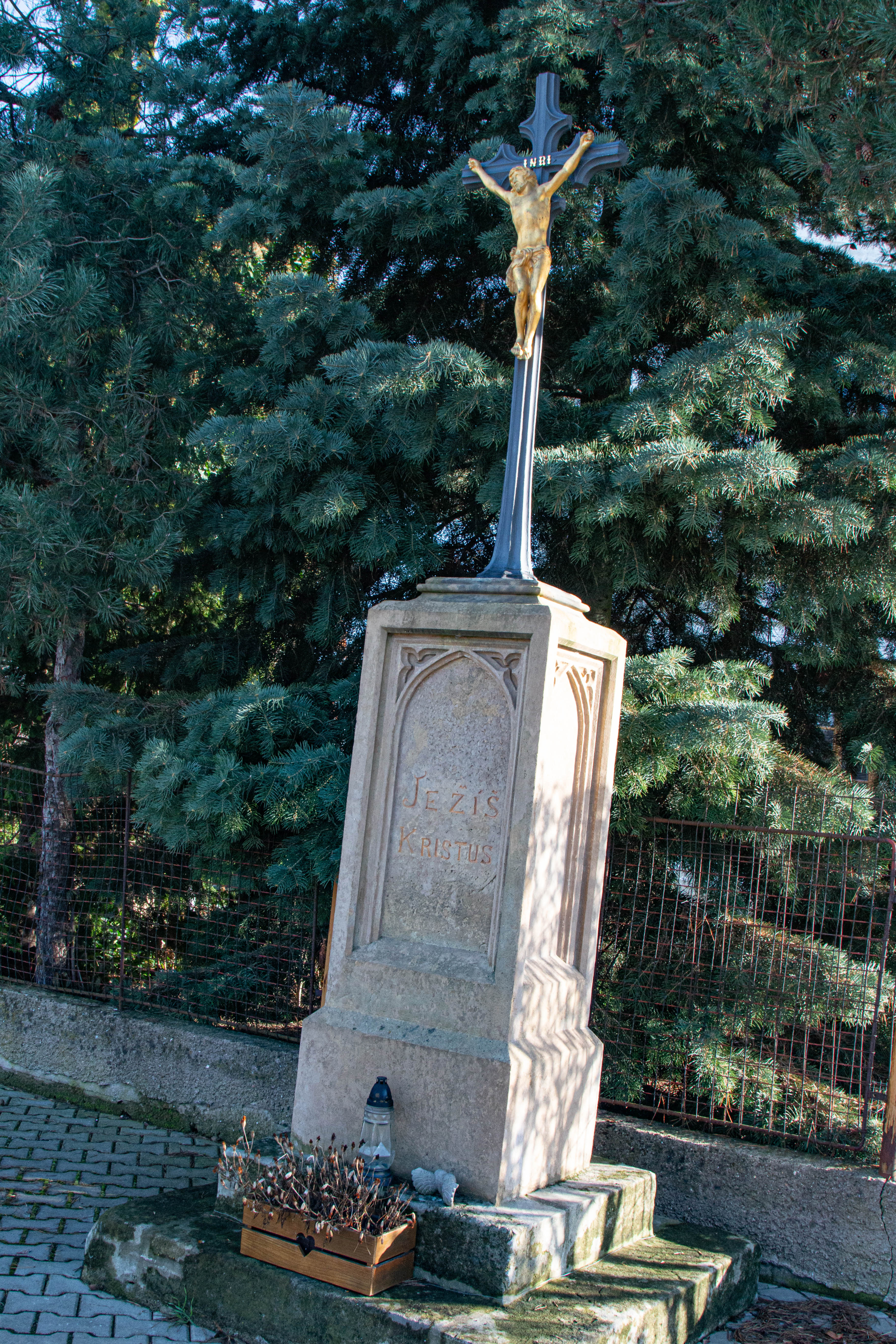
Kříž ve Starých Ždánicích
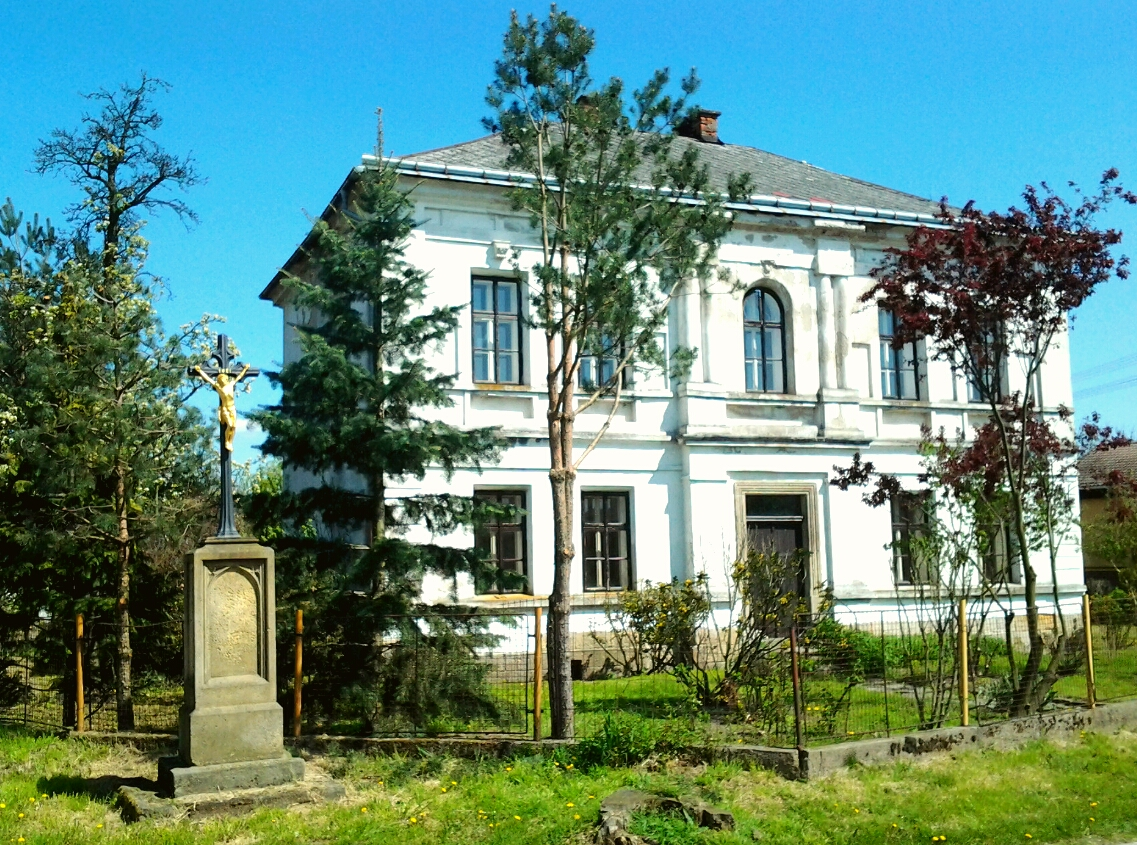
kříž s mlynářskou vilou v roce 2016